# Liste des évêques de Jasikan
Liste des évêques de Jasikan
(Dioecesis Iasikanensis)
L'évêché de Jasikan est créé le 19 décembre 1994, par détachement de celui de Keta-Ho.

## Sont évêques
- depuis le 19 décembre 1994 : Gabriel Mante (Gabriel Akwasi Abiabo Mante)

## Sources
- L'ANNUAIRE PONTIFICAL, sur le site http://www.catholic-hierarchy.org, à la page